# Camille Crosnier
Camille Crosnier est une journaliste française.
Elle est chroniqueuse dans l'émission La Terre au carré et présente l'émission Les P'tits Bateaux depuis 2023.

## Biographie
Née en 1981, à La Rochelle, Camille Crosnier est diplômée de l'École supérieure de journalisme de Lille en 2005,. Elle débute à la radio comme reporter pour Le Mouv' en 2005, avant d'intégrer la rédaction de France Info en 2007 puis d’officier comme chroniqueuse sur RTL de 2010 à 2015.
Elle intègre ensuite l'équipe de Yann Barthès en tant que reporter au Petit journal puis à Quotidien de 2015 à 2017. Elle fait ensuite un bref passage dans 28 minutes sur Arte pendant l'été 2017 avant de retrouver la radio en tant que chroniqueuse régulière dans La Terre au carré sur France Inter en 2019.
En 2022, Noëlle Bréham refuse de signer un CDD pour la présentation d'une nouvelle saison de l'émission Les P'tits Bateaux sur France Inter alors qu'elle réclame un CDI depuis un an. Elle est alors limogée par la chaîne,, qui choisit Camille Crosnier comme nouvelle présentatrice de l'émission à compter de janvier 2023,.
Sa chronique dans La Terre au Carré a failli être supprimée à la rentrée 2024,,  avant qu'une mobilisation des auditeurs ne fasse reculer la direction de Radio France,,. Faisant la part belle aux luttes écologistes locales, elle est renommée « La lutte enchantée » le temps d'une saison, pendant laquelle Cyril Dion la rejoint tous les mercredis. Elle sera supprimée un an plus tard : la chronique de Camille Crosnier du 24 juin 2025 est sa dernière chronique dans l'émission. À l'été 2025, sur le site du médiateur de Radio-France, de nombreuses voix d'auditrices et d'auditeurs expriment leur indignation à la suite du reformatage de l'émission et de la disparition de la chronique de Camille Crosnier.